# Lo staffato
Lo staffato è un dipinto a olio su tela di Giovanni Fattori, realizzato intorno al 1880 e conservato alla Galleria d'Arte Moderna presso palazzo Pitti, a Firenze.

## Descrizione
Il dipinto rappresenta una scena di cruda realtà in movimento, con un cavaliere che muore tragicamente nel fiore degli anni. L'animale, forse spaventato da un qualcosa di esterno - si suppone uno sparo - si lancia in un galoppo furioso trascinandosi dietro il malcapitato giovane che è rimasto impigliato con un piede sulla staffa; a giudicare dalla divisa e dalla scia di sangue lasciata sul terreno, si può facilmente supporre che sia un soldato che è appena stato ucciso da un cecchino.
Il dipinto può essere diviso in due fasce orizzontali: la terra e il cielo senza il sole. Gli unici accenni di profondità sono dati dai  paracarri ai bordi della strada, dalle strisciature del corpo sul terreno, e da una nuvola scura leggermente sfumata. La tragedia si consuma nel silenzio di una natura solitaria, scarna e proprio per questo indifferente: quando il cavallo sarà scomparso dalla scena, nulla potrà ricordare quanto accaduto, se non le tracce di sangue miste ai sassi lungo il sentiero. Si tratta di un tragico episodio universale, a tal punto che la regina Margherita di Savoia affermò: «è così straziante che nessuno potrà soffrirne la vista in un salotto».

## Interpretazione
Per via del periodo in cui venne eseguito e per la militanza di Fattori nelle guerre per l'unità d'Italia, il dipinto può essere letto come un'allegoria della fine del Risorgimento e delle guerre «eroiche» che l'avevano contraddistinto. La morte ora è rappresentata non più eroicamente nel mezzo di una battaglia né come finalizzata ad un ideale, ma nella freddezza di una giornata grigia e solitaria, e senza punti di riferimento; persino il cavallo pare lanciarsi dritto dinanzi a sé oltre la curva, come a dire che il futuro non è poi così certo e sicuro come i patrioti l'avevano immaginato. Anche il paesaggio, desolato e spoglio, sembra sottolineare la sostanziale indifferenza della Natura nei confronti delle vicende umane.